# Nokken
Nokken eller H/F Nokken er en haveforening på det nordvestlige Amager, syd for Islands Brygge, vest for Amager Fælled og nord for Vejlands Allé.
Boligerne i området består af kolonihavelignende bygninger, og der er ikke kloakeret i området. Grundene ejes af Københavns Kommune og er opdelt på cirka 100 individuelle lejeaftaler. Beboerne arbejder på at integrere området i Islands Brygge.

## Historie
NOKKENs historie skriver sig tilbage til 1930'erne. Dengang var området ejet af Københavns Havn, der gav nogle ansatte lov at benytte det lille område til fritidsfiskeri. Derved opstod den første spæde bebyggelse. Beboerne eller brugerne har altid været en broget flok.
I slutningen af 1990'erne forsøgte man fra Nokkeboernes side at få mere struktur på området, inden man kunne blive løbet over ende af det tiltagende byggeri på Islands Brygge og ud mod Nokken. Utallige møder med Københavns Kommune (som overtog området) fulgte. Senere lykkedes det med advokathjælp at få markeret sig – omend intet er sikkert endnu. De senere års økonomiske nedgang resulterede i et midlertidigt stop i byggeboomet, og presset på Nokken aftog. I den mellemliggende tid ser det ud til, at Nokken formentlig ender med at bestå, eventuelt med status og medlemskab af Kolonihaveforbundet, eventuelt med en anden aftale. Da flere nedlagte kolonihaver/nyttehaver er blevet genhuset i området, støtter det Nokkeboerne i, at Nokken formentlig er sikret for fremtiden – med eller uden kontrakter.